# Momarter Eiche

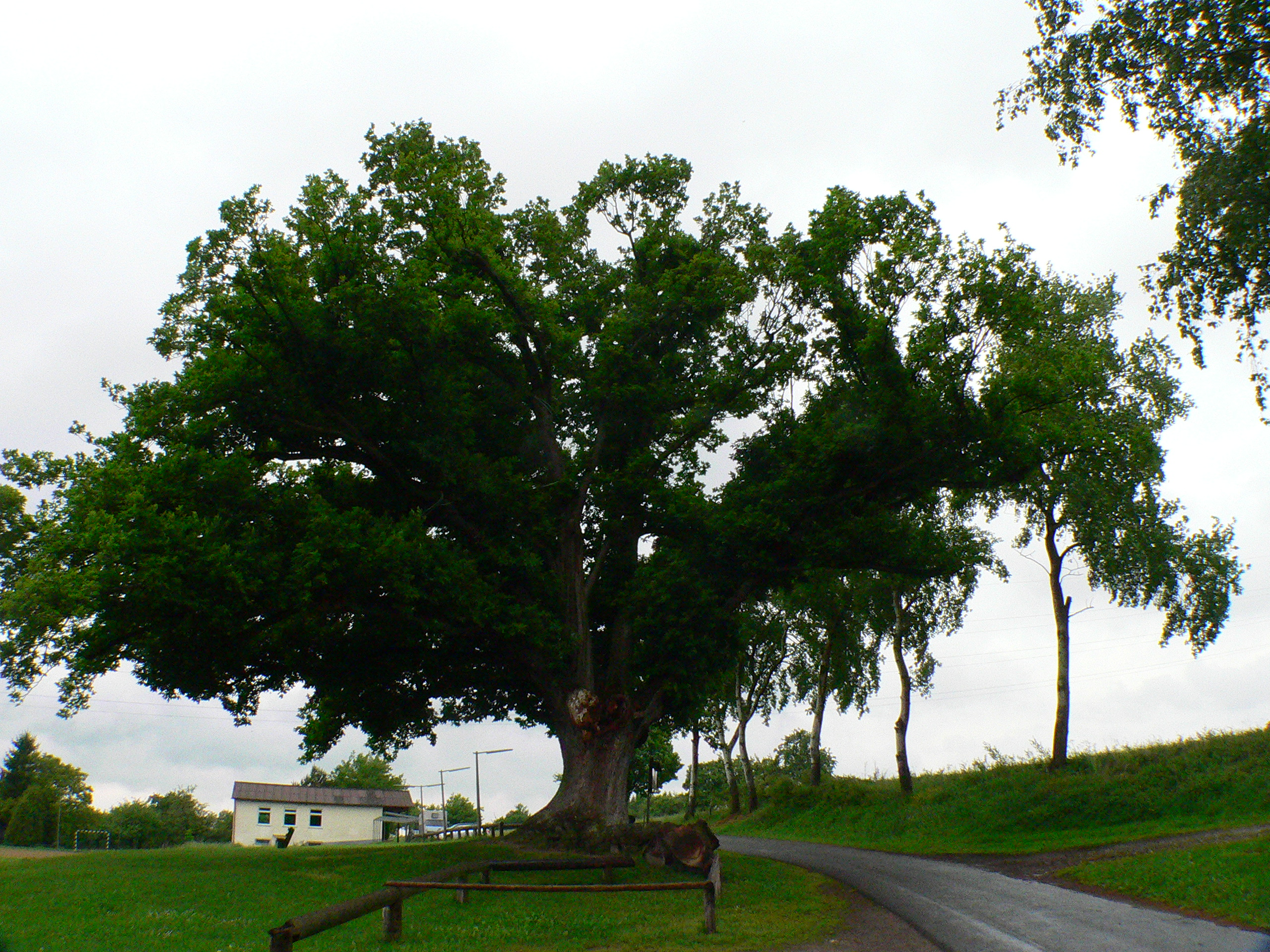
Momarter Eiche Ostansicht

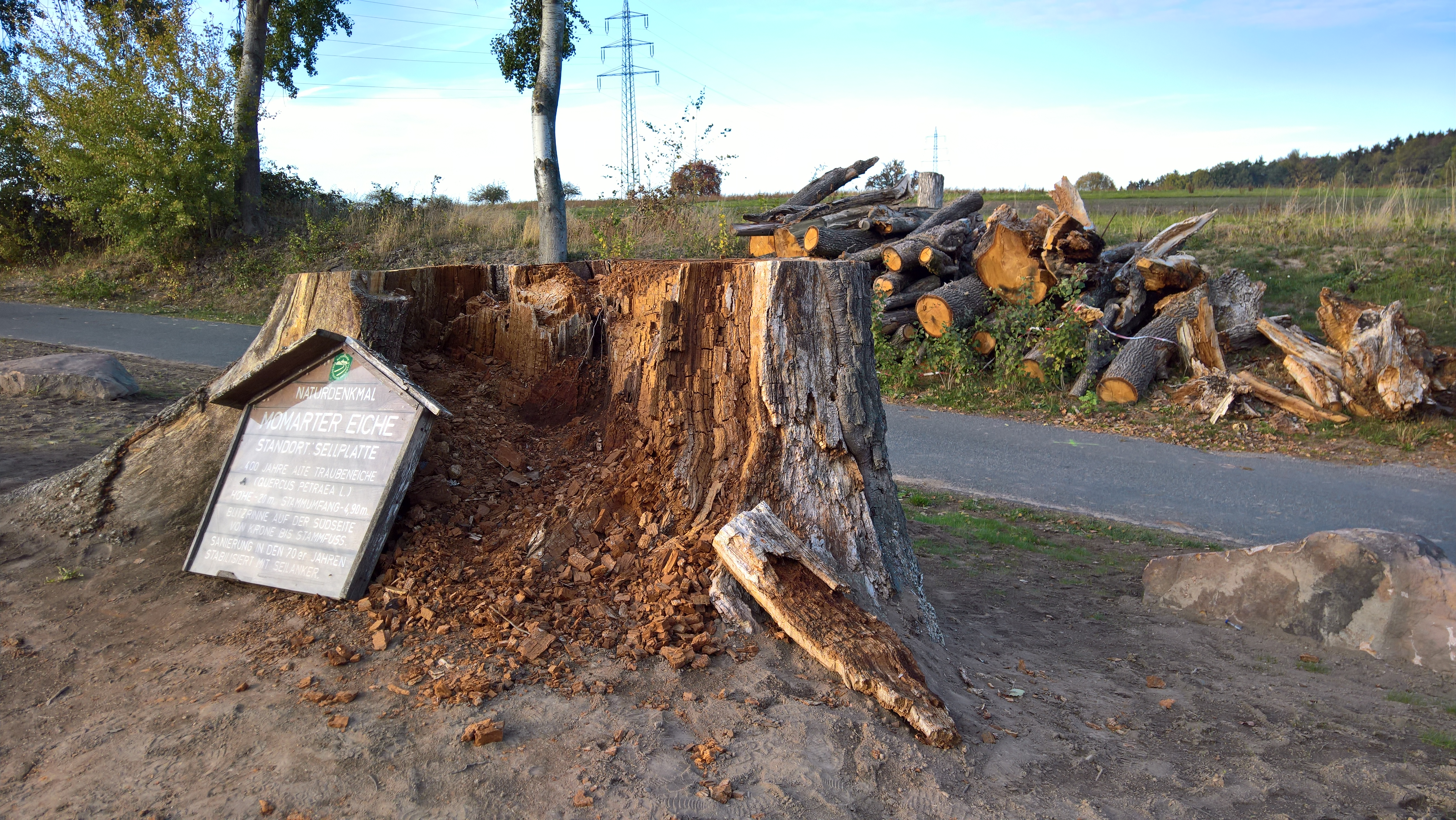
Anfang November 2018: Die Überreste der Momarter Eiche nach ihrem Zusammenbruch Ende April 2018

Die Momarter Eiche stand auf etwa 335 Meter über Normalnull innerhalb der naturräumlichen Teileinheit Nr. 144.64 Sellplatte im Odenwald, etwa 200 Meter östlich vom namensgebenden Momart, einem Ortsteil der Stadt Bad König im Odenwaldkreis. Die als Naturdenkmal eingestufte Eiche befand sich auf freiem Feld unmittelbar am Rand des Sportplatzes an der Hohen Straße.
Am 29. April 2018 gegen 20 Uhr brach die Eiche auseinander und stürzte auf das umliegende Feld und die angrenzende Hohe Straße. Kurz nach dem Bekanntwerden des Falles kamen sehr viele Momarter Einwohner, um von ihrem Wahrzeichen Abschied zu nehmen.
Esoteriker zählen den Standort zu den Kraftplätzen von Leylines.

## Beschreibung
Bei der Momarter Eiche handelte es sich um eine Traubeneiche. Der Stamm erschien etwas gegen den Uhrzeigersinn gedreht und in der Mitte verjüngt und war bis in etwa drei Meter Höhe astfrei. Er wies keine Höhlung auf, aber eine Blitzrinne, die an der Südseite von der Krone bis zum Boden führte. Der Wurzelbereich war teilweise freiliegend. Die Krone war dicht, wodurch der Baum insgesamt in gutem Zustand erschien und einen sehr vitalen Eindruck machte. In den 1970er Jahren wurde die Eiche saniert und durch einen Stahlanker stabilisiert. Im Januar 2007 bewirkte der Orkan Kyrill den Abbruch des östlichen Haupt- und eines daneben liegenden kleineren Astes, wodurch die Krone von dieser Seite aus nicht mehr geschlossen aussah.
1990 hatte der Stamm in 1,3 Meter Höhe bei einer Gesamthöhe des Baumes von 20 Metern und einem Kronendurchmesser von 24 Metern einen Umfang von 4,5 Metern. Im Jahr 2007 wies der Stamm an der Stelle seines geringsten Durchmessers einen Umfang von 4,9 Metern auf, in 1,0 Meter Höhe 5,0 Meter.
Das Alter der Eiche wurde in der Literatur 1990 mit nachgewiesenen 225 Jahren angegeben. Andere Quellen bezeichnen das Alter mit 300 bis 350 Jahren oder gar 600 Jahren. Die 2008 aufgestellte Hinweistafel neben dem Baum nennt 400 Jahre.
Eine Eiche als Gerichtsbaum und Teil der Grenzziehung bei Momart wurde schon in Urkunden von 766, 795 und 819 über Schenkungen an das Kloster Fulda, zur Grenzziehung der Muntat, und über die Grenzziehung der Mark Michelstadt, die Einhard 815 für seine Verdienste für Karl den Großen von dessen Sohn Ludwig dem Frommen erhielt und 819 dem Kloster Lorsch vermachte, genannt.

## Bilder

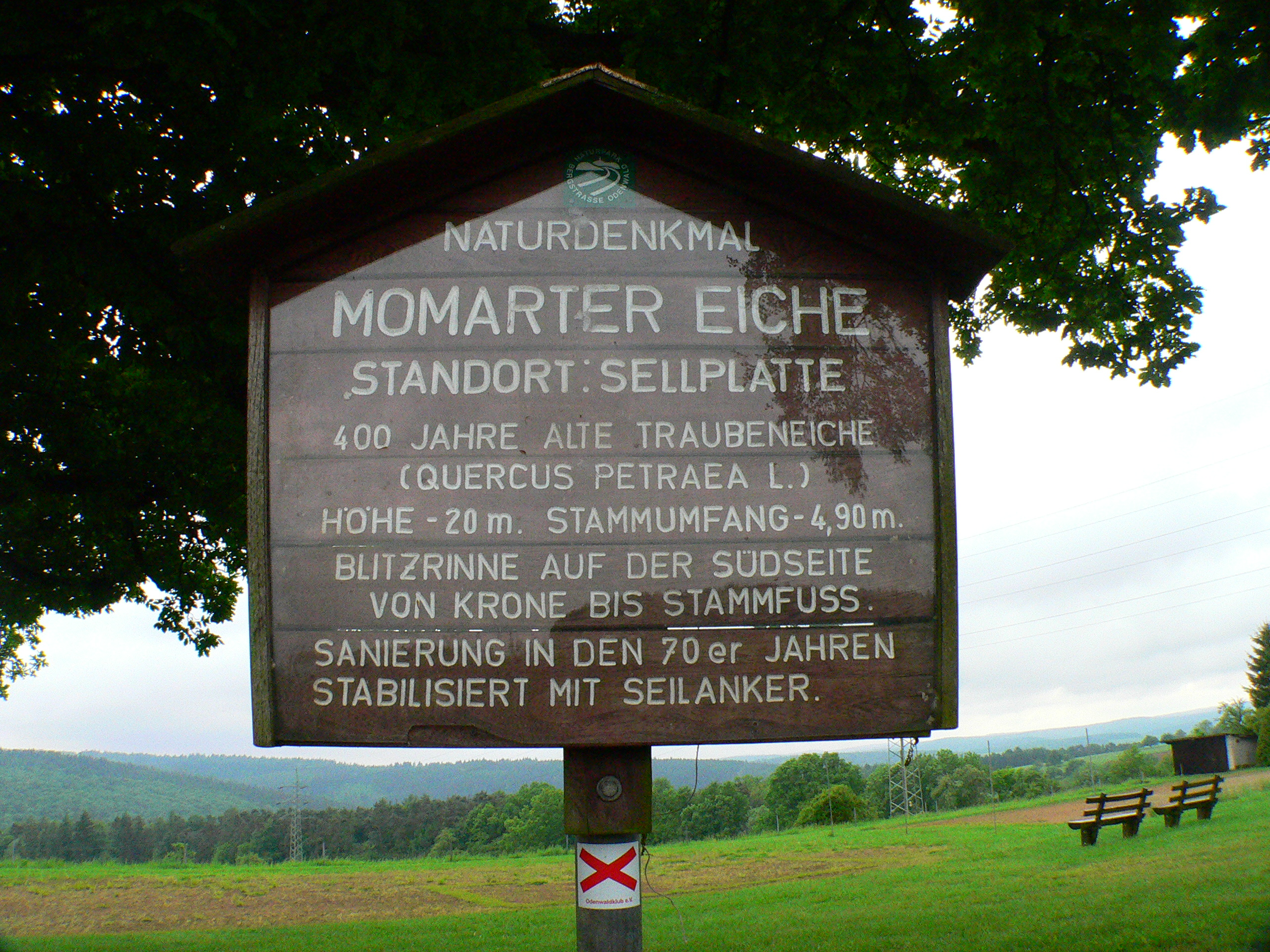
Hinweistafel
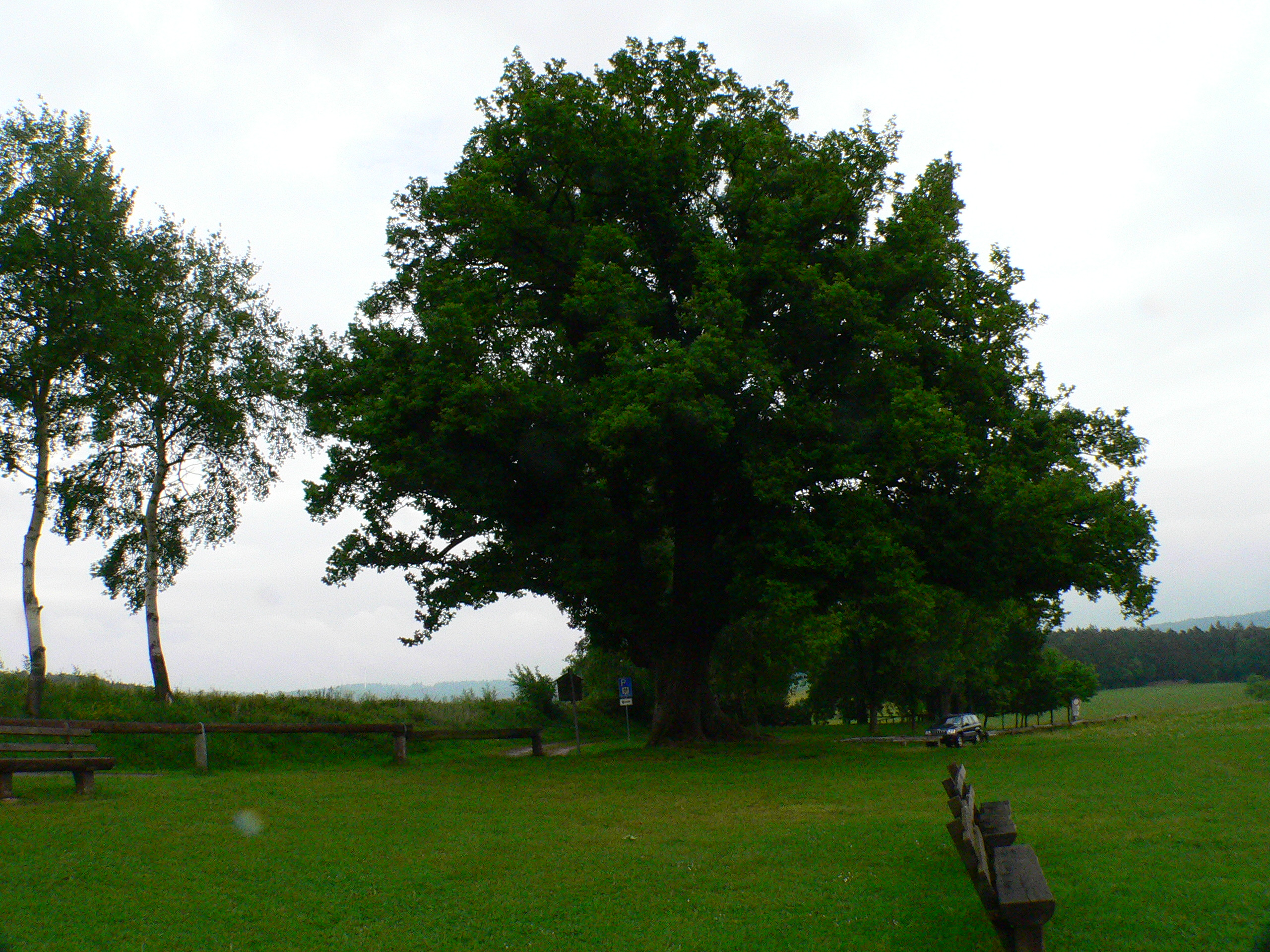
Südansicht
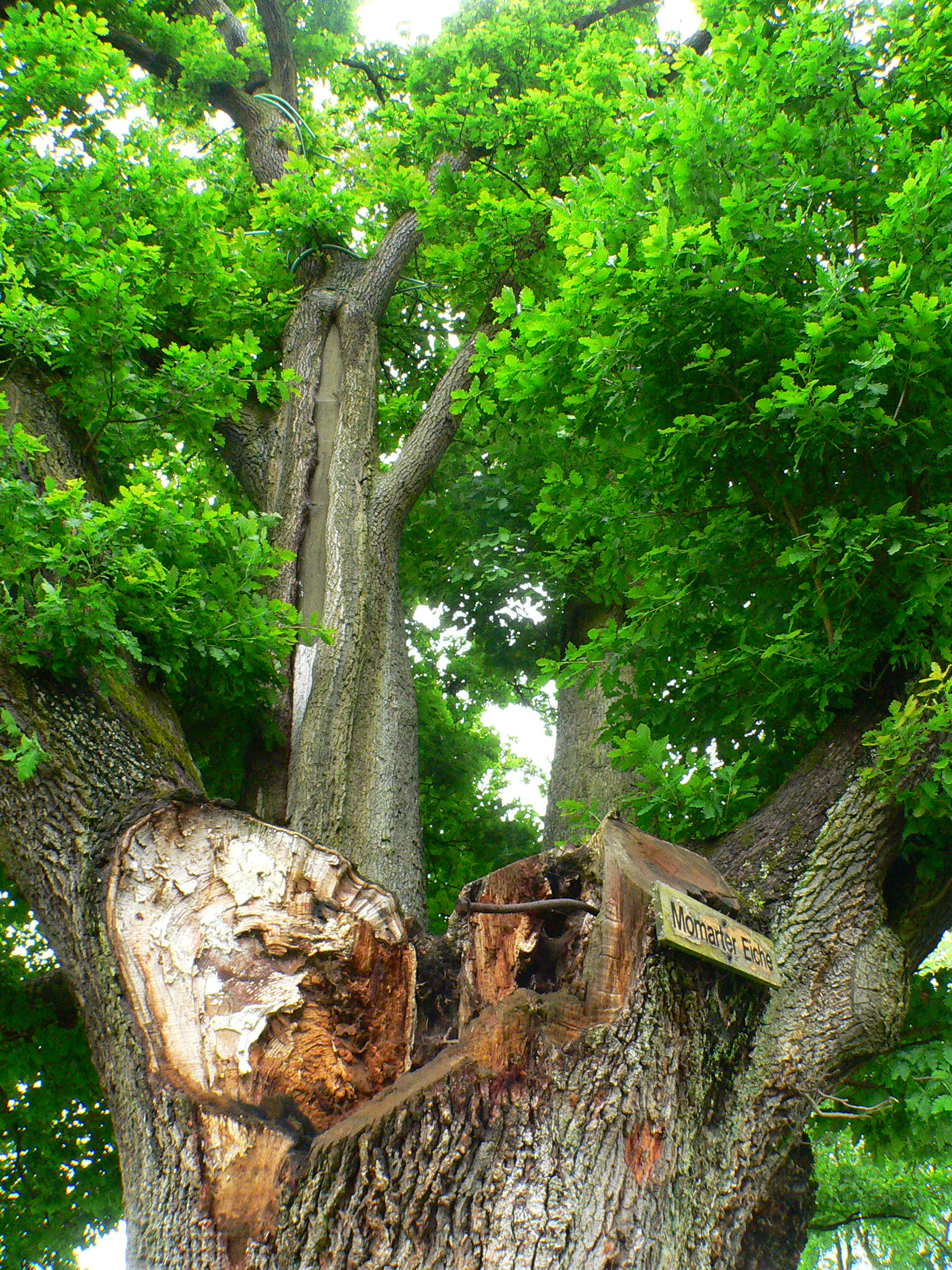
Sturmschaden
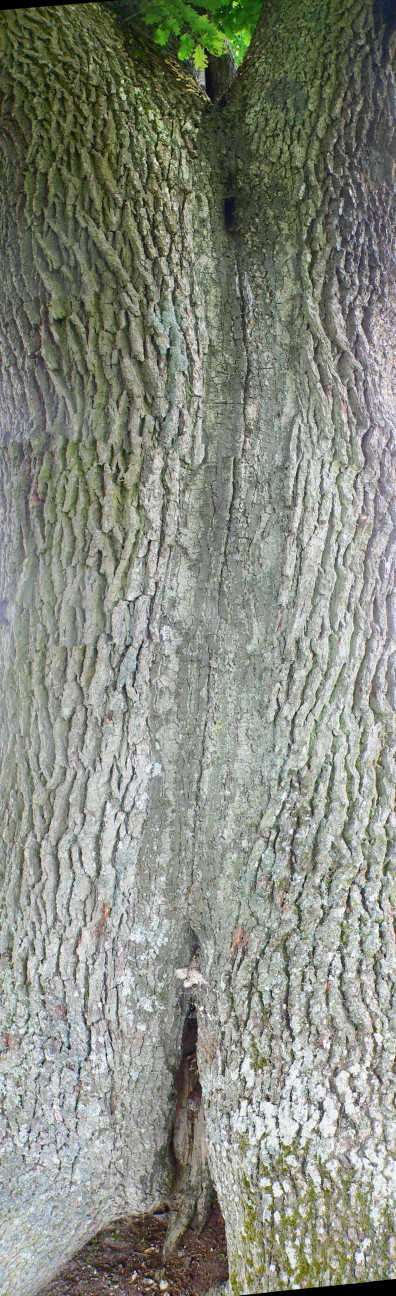
Blitzrinne
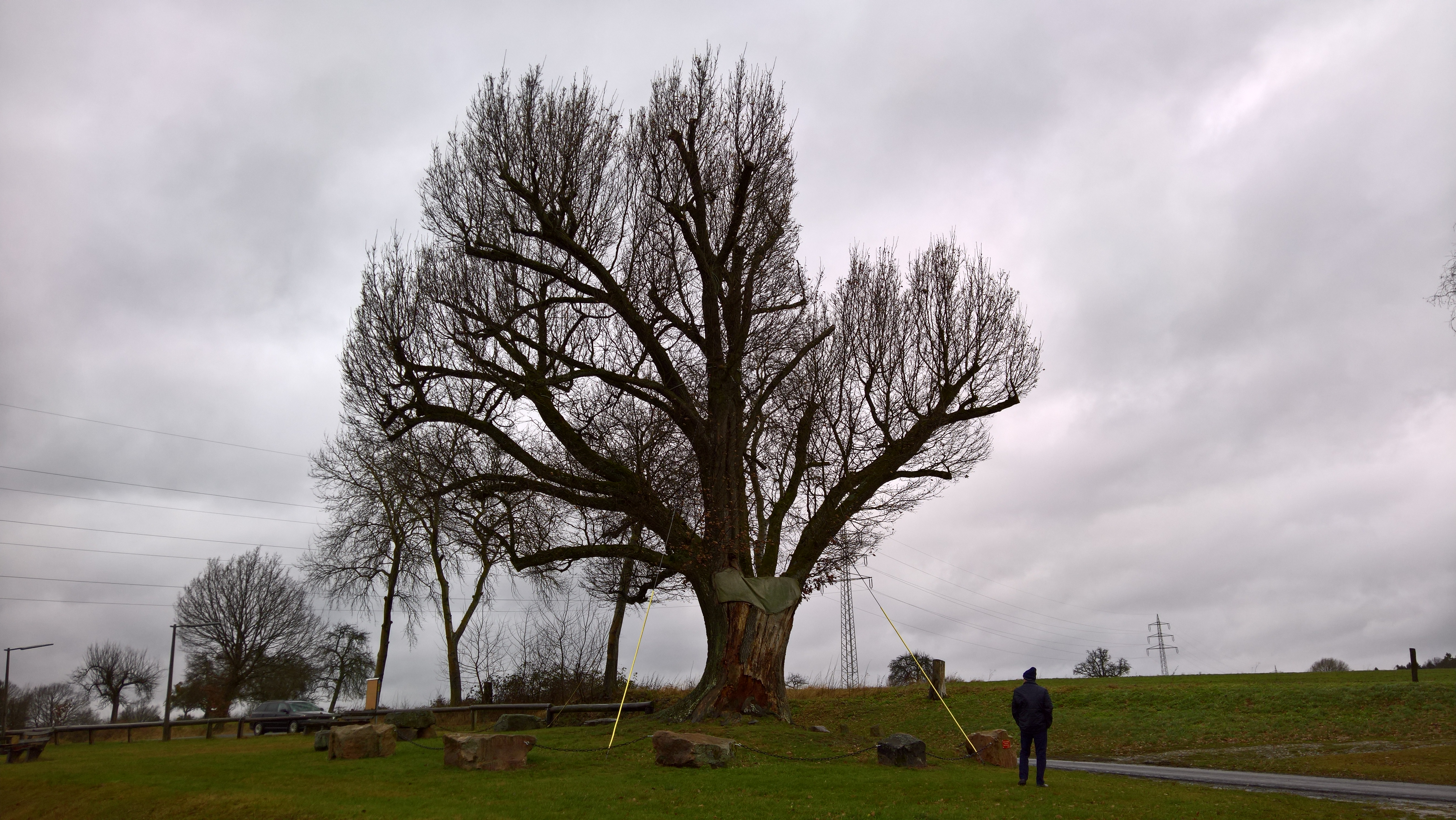
Winteransicht mit Blick auf den zerstörten Hauptstammstumpf
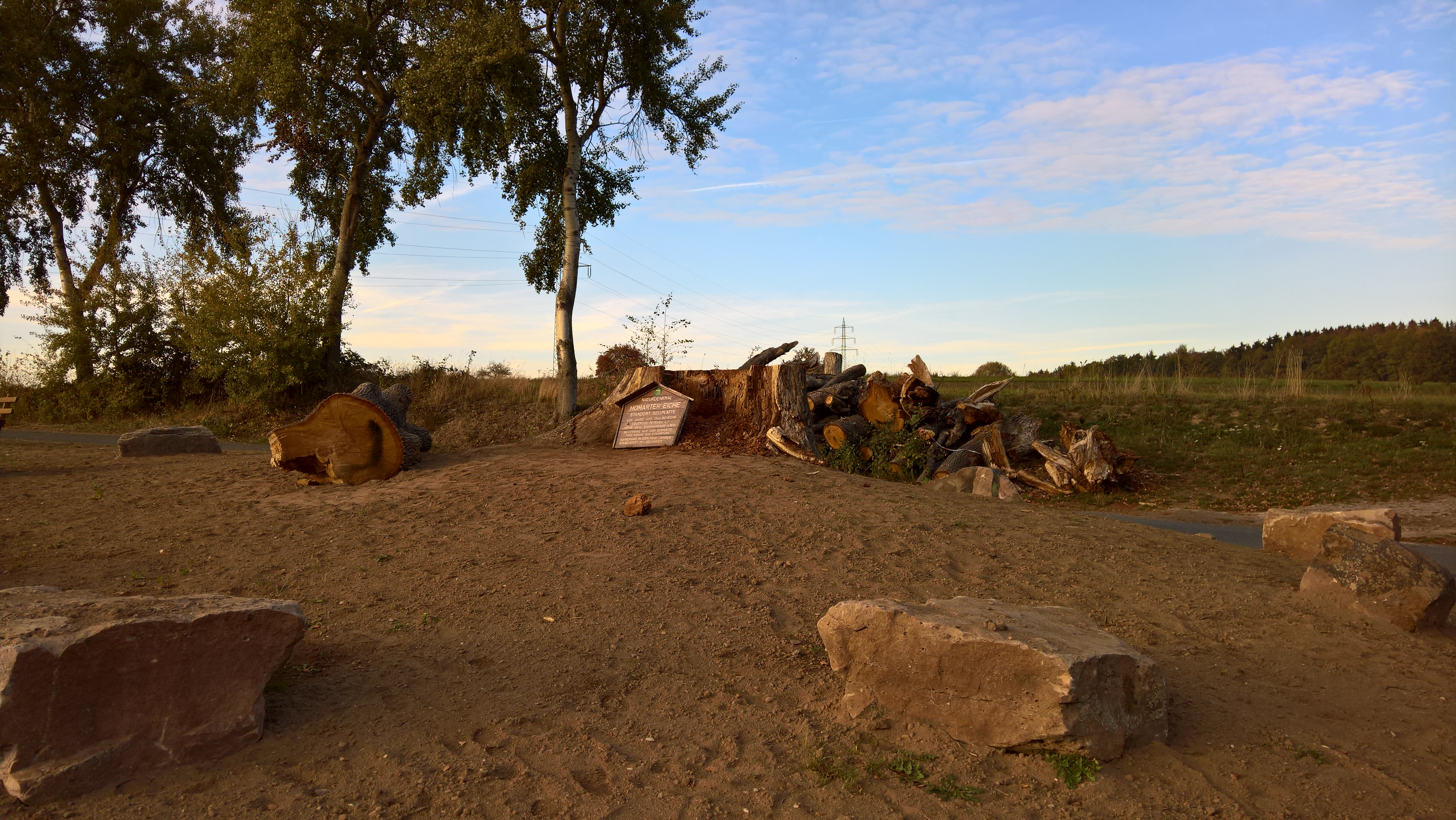
Überreste der zerstörten Eiche Anfang November 2018

## Sonstiges

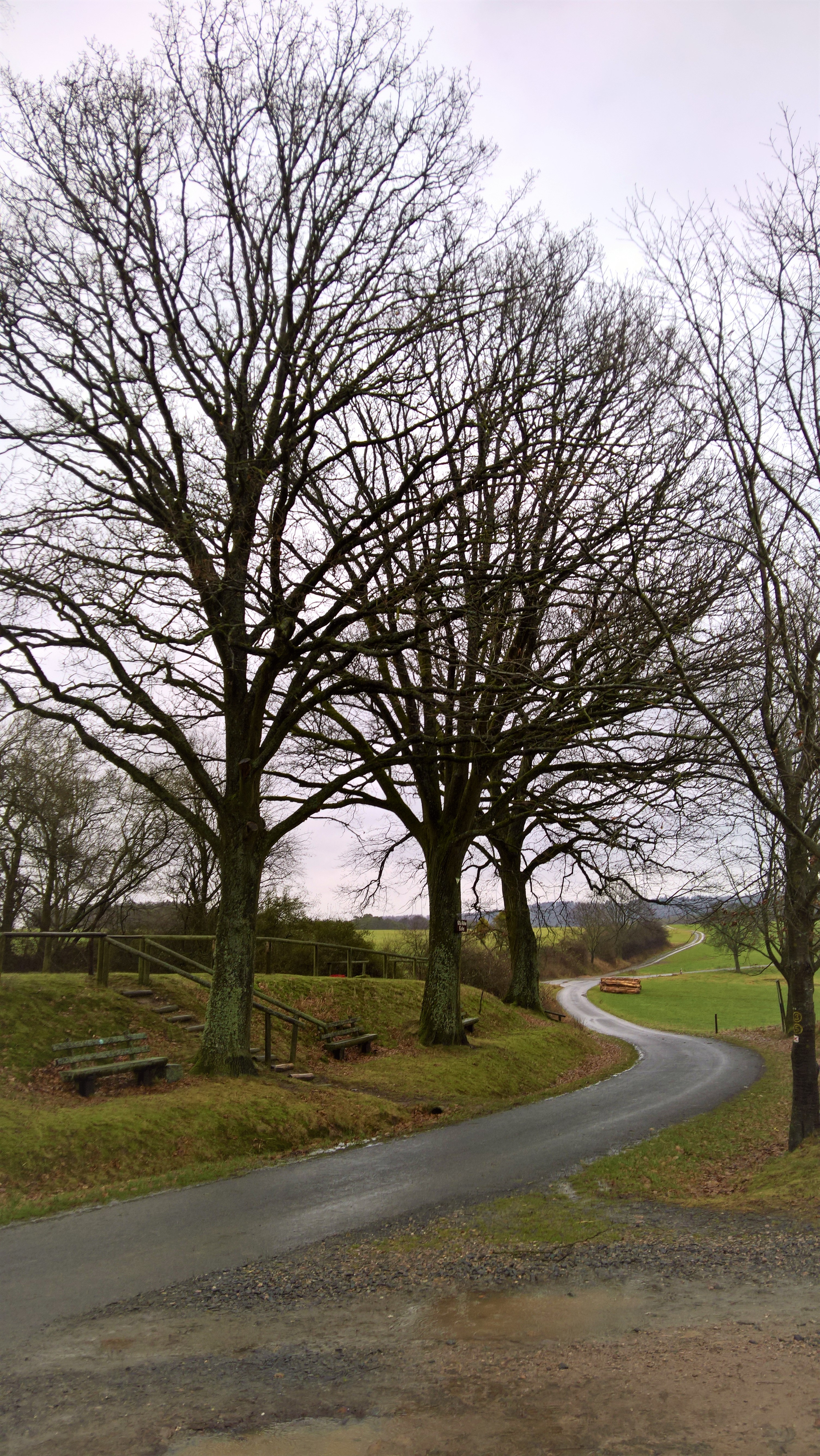
Das angrenzende Naturdenkmal Drei Eichen

Nur wenige Dutzend Meter entlang der aus dem Ort herausführenden Straße befindet sich ein weiteres Naturdenkmal. Die Drei Eichen sind drei kräftig und hoch gewachsene Stieleichen mit einer Höhe von fast 20 Metern und Stammumfängen von über zwei Metern. Die mittlere ist mit einem Naturdenkmalzeichen versehen und als Otto Röhm Eiche benannt.